# 74号美国国道
美国国道74（U.S. Route 74）是美國國道系統中的一部分，連接田納西州查塔努加和北卡羅萊納州賴茨維爾比奇之間。